# Roderick Lim

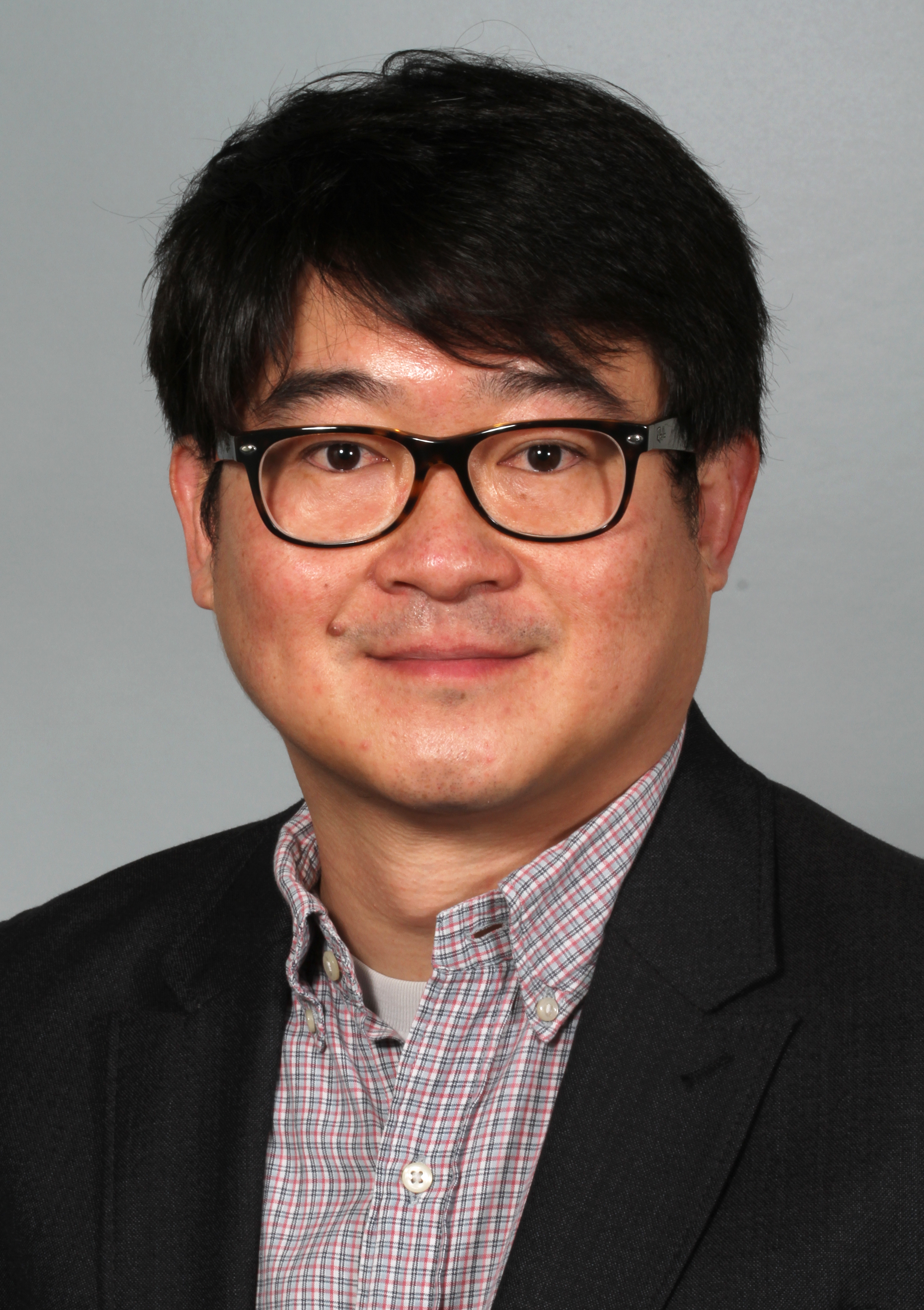
Roderick Lim (2014)

Roderick Lim (* 16. Oktober 1974 in Singapur) ist ein aus Singapur stammender Nano- und Biophysiker sowie Nanobiologe und Professor am Swiss Nanoscience Institute und am Biozentrum der Universität Basel, Schweiz.

## Leben
Roderick Lim studierte Physik an der University of North Carolina in Chapel Hill, USA. 2003 promovierte er an der National University of Singapore (NUS) über seine Forschungsarbeit am Institute of Materials Research and Engineering (IMRE), Singapur. Anschliessend ging er bis 2008 als Postdoktorand ans ME-Müller-Institut für Strukturbiologie am Biozentrum der Universität Basel. 2009 wurde Lim zum Argovia-Professor für Nanobiologie am Biozentrum sowie am Swiss Nanoscience Institut, Universität Basel, berufen. Seit 2014 ist Roderick Lim Associate Professor am Biozentrum.

## Wirken
Roderick Lim interessiert sich für die Regulation der Transportprozesse zwischen Zellkern und Zytoplasma sowie für deren Bedeutung für die Zellfunktion und wie sich Erkenntnisse in bio-inspirierte Anwendungen umsetzen lassen. Dazu untersucht Lim, wie Karyopherine den schnellen und selektiven Transport durch die Kernporenkomplexe (NPCs) vereinfachen. Um die dem biologischen Prozess zugrundeliegenden physikalischen Prinzipien aufzuklären, kombiniert Lim biophysikalische, nanotechnologische und zelluläre Verfahren. Ziel ist es, die Ergebnisse in biomimetischen Systemen nachzustellen.
Zu seinen wichtigsten Errungenschaften zählen das Karyopherin-zentrierte Modell des NPC und seine Entdeckung, wie im künstlichen System der zweidimensionale Transport kontrolliert wird. Zudem forscht Lim auf dem Gebiet der Mechanobiologie und untersucht hier die Zellbeweglichkeit und das Krebswachstum. Roderick Lim ist einer der Erfinder der Nanotechnologie ARTIDIS® (Automated and Reliable Tissue Diagnostics), eine auf Basis von Rasterkraftmikroskopie entwickelte Innovation zur Krebsdiagnostik.

## Auszeichnungen
- 2008 Pierre-Gilles de Gennes Prize: “From Solid State to Biophysics”
- 2004 Internationales Stipendium durch die Agency of Science, Technology and Research (A*STAR, Singapore)

## Publikationen (Auswahl)
Vollständige Publikationsliste
- K.D. Schleicher, S.L. Dettmer, L.E. Kapinos, S. Pagliara, U.F. Keyser, S. Jeney and R.Y.H. Lim*. Selective Transport Control on Molecular Velcro made from Intrinsically Disordered Proteins. Nature Nanotechnology, advance online publication. doi:10.1038/NNANO.2014.103 PMID 24929341
- L.E. Kapinos, R.L. Schoch, R.S. Wagner, K.D. Schleicher and R.Y.H Lim*. Karyopherin-centric Control of Nuclear Pores based on Molecular Occupancy and Kinetic Analysis of Multivalent Binding with FG-Nucleoporins. Biophys. J. 106 1751 (2014) PMID 24739174
- M. Plodinec, M. Loparic, C.A. Monnier, E.C. Obermann, R. Zanetti-Dallenbach, P. Oertle, J.T. Hyotyla, U. Aebi, M. Bentires-Alj, R.Y.H. Lim* and C-A. Schoenenberger, The Nanomechanical Signature of Breast Cancer, Nature Nanotechnology 7 757 (2012) PMID 23085644
- R.L. Schoch, L.E. Kapinos, and R.Y.H. Lim*, Nuclear Transport Receptor Binding Avidity Triggers a Self-Healing Collapse Transition in FG-Nucleoporin Molecular Brushes, PNAS 109 16911 (2012) PMID 23043112
- S.W. Kowalczyk, L.E. Kapinos, T. Magalhães, P. van Nies, R.Y.H. Lim*, and C. Dekker*, Single-Molecule Transport Across an Individual Biomimetic Nuclear Pore Complex, Nature Nanotechnology 6, 433 (2011) PMID 21685911
- R.Y.H. Lim*, B. Fahrenkrog, J. Koser, K. Schwarz-Herion, J. Deng, and U. Aebi, Nanomechanical Basis of Selective Gating by the Nuclear Pore Complex, Science 318 640 (2007) PMID 17916694
- R.Y.H. Lim*, N.P. Huang, J. Koser, J. Deng, K.H.A. Lau, K. Schwarz-Herion, B. Fahrenkrog, and U. Aebi, Flexible Phenylalanine-Glycine Nucleoporins as Entropic Barriers to Nucleocytoplasmic Transport. PNAS 103 9512 (2006) PMID 16769882
- R. Lim and S.J. O’Shea, Solvation Forces in Branched Molecular Liquids, Physical Review Letters 88 246101 (2002) PMID 12059317

## Weblink
- Forschungsgruppe Roderick Lim am Biozentrum der Universität Basel, abgerufen am 10. Juni 2025.

## Videolink
- University of Basel, Interview Prof. Dr. Roderick Lim, Youtube.com, abgerufen am 9. September 2014.